# 真田幸弘
真田 幸弘（さなだ ゆきひろ）は、江戸時代中期の大名。信濃松代藩の第6代藩主。第5代藩主・真田信安の長男。贈従三位（1918年）。

## 生涯
宝暦2年（1752年）6月10日、父信安の死去により家督を相続して藩主となる。宝暦5年10月1日、将軍徳川家重に御目見する。同年12月18日、従五位下伊豆守に叙任する。後に従四位下へ昇進する。信安の代に起こった田村騒動の余波もあり、藩主になった頃、藩財政は藩主の生活費も事欠き、破綻寸前であった。幸弘は藩財政再建のために恩田民親（木工）を登用した。木工は、「改革担当者として生命を賭けて成就させたい。ただし、私の政策に藩の家臣一同の信任を条件とする。異議を唱えない条件として誓書を出して欲しい」という条件を提示した。重臣たちは大反対したが、木工を信頼していた幸弘は、これを諒とした。
木工はまず倹約令を出したが、周囲から不満が出ない限度にとどめた。また、木工の改革は庶民や身分の低いものと直結していた点が特筆される。普通、藩主に継ぐ実力者となれば、下の身分の者から話を聞くことはほとんどないが、木工は藩の重臣や豪商とはもちろんのこと、百姓とも対話をして不平不満を聞く一方、「改革に失敗すれば、私は切腹である。皆も協力して欲しい」と百姓の理解を求めた。この頃、松代藩では代官の不正が相次ぎ、藩は民心を失い、年貢の未納者もいた。そこで木工は、「既往の未納の年貢分は免責する。今後は間違いなく納めて欲しい」と頼み込んだ。彼の誠実で謙虚な態度により、領民は素直に年貢を納めるようになったという。また、百姓の訴えを聞き入れて、不正を行なっている代官らを処罰し、領民への労役を軽減した。
木工の改革は、他藩のような商業的な改革ではなく、領民の人心を得ることで解決する改革であった。これは財政改革に当たらないとする見解もあるが、松代藩は木工の政策により財政を多少持ち直し、また当時の封建社会において百姓領民から直接話を聞くという率直な態度をとった木工の改革は、後世からは高く評価されている。
宝暦12年（1762年）に木工が46歳で病死すると、幸弘自身が藩政を主導した。幸弘は藩校・文学館を創設して教育の普及を図り、文化政策を奨励した。さらに自らも優れた教養人であり、多くの俳句に関する著作を残している。
幸弘は5男6女を儲けたが、自身が結核であったことで結核菌が幼少の子供たちに移り、女子2人を除いて大半は結核を発症して死んでいる。そのために男子の実子がなく、寛政10年（1798年）8月21日に家督を養嗣子の幸専（近江国彦根藩主・井伊直幸の四男）に譲って隠居し、文化12年（1815年）に76歳で死去した。

## 系譜
父母
- 真田信安（父）
- 慈明院 ー 伊東甚五右衛門の娘、側室（母）

正室
- 真松院 ー 松平定賢の娘

側室
- 座間氏
- 田村氏

子女
- 三千姫 ー 真田幸専正室、生母は座間氏（側室）
- 井上正甫正室、生母は田村氏（側室）

養子
- 真田幸専 ー 井伊直幸の四男

## 関連作品
- 荒野の用心棒（1973年、NET・三船プロダクション） - 第38話「暗殺の凶弾は暁に炸裂して…」
同名の人物（真田信濃守幸弘）が登場する（演：森次晃嗣）。ただし、この作品の時代設定は天保年間とされており、実在の幸弘とは全くの別人である（ちなみに天保期の松代藩主は、娘婿・幸専の養嗣子で松平定信の次男、真田信濃守幸貫である。幸貫は天保末期に老中職も務めている）。